# Paul Ladmirault
Paul-Émile Ladmirault (Nantes, 8 december 1877 – Camoël, 30 oktober 1944) was een Franse componist, muziekpedagoog, dirigent en muziekcriticus. Hij was een leerling van Gabriel Fauré, en was als muzikaal "wonderkind" zeer actief betrokken bij de culturele beweging van zijn geboorteregio Bretagne.

## Levensloop
Ladmirault kreeg in zijn jonge jaren les voor piano, orgel en viool. Op achtjarige leeftijd componeerde hij een eerste sonate voor viool en piano. Al gedurende zijn tijd op het Lycée Georges-Clemenceau in Nantes componeerde hij zijn eerste opera in drie bedrijven Gilles de Rais, die op 18 mei 1893 in de Salle des Beaux-Arts in Nantes in première ging. Vanaf 1895 studeerde hij aan het Conservatoire national supérieur de musique in Parijs bij Antoine Taudou (harmonie), André Gedalge (contrapunt en fuga) en vanaf 1897 bij Gabriel Fauré (compositie). Hij orkestreerde enkele werken van Fauré en vond spoedig waardering bij zijn medestudenten Maurice Ravel, Florent Schmitt, Louis Aubert, Jean Roger-Ducasse en George Enescu.
In 1903 componeerde hij zijn Suite bretonne in drie delen en daarna Brocéliande au matin. Beide werken waren geadapteerd uit materiaal van zijn tweede opera Myrdhin, die nooit werd uitgevoerd. Zijn muziek wordt gekenmerkt door zijn gehechtheid aan Bretagne en het hele landschap. Voorbeelden hiervan zijn te vinden in de Rhapsodie gaélique, La Brière, En Forêt en in de Symfonie in C majeur.
Omdat hij de Bretonse taal sprak kon hij worden toegelaten als bard in de Gorsedd de Bretagne (Breudeuriezh Drouized, Barzhed hag Ovizion Breizh (de 'Broederschap van druïden, barden en ovaten in Bretagne'), waar hij de bardennaam "Oriaf" kreeg. Hij kon zich ook uitdrukken in de andere, in Bretagne nog minder gesproken, Keltische taal Gallisch. In 1910 richtte hij samen met Louis Aubert de Vereniging van Bretonse componisten (L'Association des compositeurs bretons) op, de zogenaamde Bretonse cohorte (La Cohorte bretonne). Hiertoe behoorden ook de componisten Joseph Guy Ropartz, Paul Le Flem, Charles-Augustin Collin, Maurice Duhamel, Paul Martineau en Louis Vuillemin. Aan het einde van de Eerste Wereldoorlog bestond deze cohorte officieel niet meer.
Gedurende de oorlog diende hij vier en een half jaar in het Franse leger. Na de oorlog keerde hij terug naar de familieresidentie in Kerbili à Camoël in Bretagne. Hier werd hij in 1920 benoemd tot docent voor contrapunt en fuga aan het Conservatoire à rayonnement régional de Nantes in Nantes. Ladmirault werkte eveneens als muziekcriticus voor het magazine Chanteclair.
Hij pleitte voor een culturele autonomie van Bretagne tegen het Parijse centralisme en werd lid van de Bretonse Nationale Partij (Parti national breton) en van de artistieke groep Seiz Breur, waarin spoedig hierna ook Georges Arnoux en later Paul Le Flem meewerkten. In 1929 richtte hij samen met de hoogleraar farmacie Édouard Guéguen de Keltische kring van Nantes (Cercle Celtique de Nantes) op, een van de oudste kringen van Bretagne. Hij werd ook dirigent van een zangvereniging.
Het compositorische werk van Ladmirault leent uitbundig vanuit de Keltische legende, zoals het ballet Prêtresse de Korydwen of het symfonisch gedicht La Brière, dat ook in de gelijknamige film van Léon Poirier wordt gebruikt, en ontleend is aan de roman van zijn vroegere klasgenoot op het "Lycée Georges-Clemenceau" Alphonse de Châteaubriant. In 1920 dirigeert René-Emmanuel Baton de première van zijn Rapsodie gaélique in het kader van de "Concerts Pasdeloup". Ladmirault is vooral bekend om zijn symfonische gedichten. Het grootste succes oogstte de uitvoering van zijn symfonisch gedicht En Forêt door het Orchestre de Paris onder leiding van Eugène Bigot in 1932. Het werd zowel door het publiek als door de muziekcritici enthousiast ontvangen. Ladmirault schreef ook prachtige werken voor kerkmuziek, zoals de Messe brève, die hij componeerde ter gelegenheid van de wijding van zijn zoon Daniel. Op advies van Claude Debussy werd hij lid van de Société Nationale de Musique. Gedurende de Wereldtentoonstelling van 1937 werd hij met een gouden medaille bekroond.

## Vernoeming
In Ladmiraults geboortestad Nantes is een plein naar hem vernoemd: Place Paul-Émile Ladmirault.

## Composities

### Werken voor orkest
- 1901 Valse triste, voor piano en orkest
- 1903 Suite bretonne, voor orkest
  1. Ronde
  2. Chant des bugale-noz: Pantomime
  3. Scherzo
  4. Chanson populair d'après un thème Breton du XIII siècle
  5. Danse de l'épée
- 1908 Brocéliande au matin, symfonisch gedicht[1]
- 1909 Rapsodie gaélique, voor twee piano's en orkest
  1. Les Campbells arrivent
  2. Danse des fées
  3. Nocturne
  4. Limerick-Pibroch
  5. Chanson Écossaise des basses-terres
  6. Fantaisie sur une contredanse populaire
- 1911 Gnomes, voor zangstem en orkest – tekst: Marie Dauguet
- 1912 rev.1930 En Forêt, symfonisch gedicht
- 1912-1920 Tristan au Morois, symfonisch gedicht
- 1916 Variations sur des airs de biniou trécorois – (tirés du Recueil de Narcisse Quellien), voor orkest
- 1925 La Brière, symfonisch gedicht
- 1926 Symfonie in C majeur
- Chant funèbre de Merlin, voor zangstem en orkest
- Epousailles, voor piano en orkest
- La Jeunesse de Cervantès, voor klein-/kamerorkest
- Le roman de Tristan, voor zangstem en orkest
  1. Cortège royal
  2. La nef
  3. Interlude symphonique
  4. Rêverie à l'aube
  5. Dernier prélude

### Werken voor harmonieorkest
- 1899 Les Sablaises
- 1910 Chanson chorale bretonne, voor gemengd koor en harmonieorkest
- 1910 Marche du Gorsedd

### Missen en andere kerkmuziek
- 1906 Quelques vieux cantiques Bretons, voor gemengd koor en orgel
  1. Esprits heureux du paradis
  2. Nous t'implorons avec amour
  3. Sainte Anne, bonne mère
  4. Le paradis
  5. Approchez avec foi
  6. Ô sainte mère de mon Dieu
- 1908 Noëlz anciens composés en l'honneur de Notre-Seigneur Jésus-Christ, voor zangstem en orgel (of piano)
  1. O nuict, heureuse nuict de Jésus inspirée
  2. Pastourelles, pastoureaux qui dormez sur la prée
  3. Voyage de Joseph et de Marie à Bethléem
  4. L'adoration des bergers
  5. Adeste fideles
  6. L'adoration des Mages
- 1911 Dominical, suite voor vocaal kwartet en piano – tekst: Max Elskamp
- 1921 Cantique à Saint Joseph, voor zangstem en orgel – tekst: Abbé François Le Dorz
- 1936 Six cantiques bretons du XVIIe siècle (1626), voor zangstem en harmonium
- Messe brève, voor gemengd koor en orgel
- Prière à Notre-Dame, voor contra-alt, viool en piano – tekst: François Villon
- Tantum ergo, voor zangstem, orgel en orkest

### Muziektheater

#### Opera's
| Voltooid in | titel                           | aktes       | première                                  | libretto                                          |
| ----------- | ------------------------------- | ----------- | ----------------------------------------- | ------------------------------------------------- |
| 1892-1893   | Gilles de Rais (Gilles de Retz) | 3 bedrijven | 18 mei 1893, Nantes, Salle des Beaux-Arts | de moeder van de componist, naar Charles Perrault |
| 1902-1909   | Myrdhin (Merlin)                |             | niet uitgevoerd                           | Albert Fleury en de componist                     |

#### Operette
| Voltooid in | titel   | aktes | première     | libretto |
| ----------- | ------- | ----- | ------------ | -------- |
| 1928        | Glycère |       | 1928, Parijs |          |

#### Ballet
| Voltooid in | titel                    | aktes   | première                                | libretto                       | choreografie |
| ----------- | ------------------------ | ------- | --------------------------------------- | ------------------------------ | ------------ |
| 1917        | La Prêtresse de Korydwen | 2 aktes | 17 december 1926, Parijs, Opéra Garnier | Albert Juhellé, Georges Cléret | Léo Staats   |

#### Toneelmuziek
- 1913 Tristan et Iseut, in een proloog, 3 bedrijven en 8 taferelen – tekst: Joseph Bédier en Louis Artus

### Vocale muziek

#### Werken voor koor
- 1914 Chant des âmes de la forêt, voor vrouwenkoor (SSA) en piano (of orkest) – tekst: Alfred Gauche
- 1927 Chansons écossaises, voor gemengd koor en piano
- 1929 Sept chansons, voor gemengd koor a capella
  1. Je me levay par un matin (1615)
  2. Le chambonnier: (Haute Bretagne)
  3. Plantons le Mai – tekst: Jean-Antoine de Baïf
  4. Le matin
  5. En paradis – tekst: Jean-Antoine de Baïf
  6. La violette – tekst: Jean-Antoine de Baïf
  7. La poule blanche: (Basse Bretagne)
- 1932 La Belle Aronde, voor driestemmig vrouwenkoor (SSA) – tekst: Jean-Antoine de Baïf
- 1932 Revoici le printemps, voor driestemmig vrouwenkoor (SSA) en piano – tekst: Jean-Antoine de Baïf
- 1936 Six chansons, voor vrouwenkoor en piano
  1. Annaïk – tekst: Pierre Lorys
  2. Le réveil du village
  3. Bel Aubépin – tekst: Pierre de Ronsard
  4. L'Alouette – tekst: Jean-Antoine de Baïf
  5. Revoici le printemps
  6. Le Tambour aire
- 1943 Le tambourinaire, voor driestemmig vrouwenkoor – tekst: Pierre Lorys
- 1943 Réminiscences, voor driestemmig vrouwenkoor – tekst: Pierre Lorys
- Fugue sur "La Vigne au vin", contrapunt voor gemengd koor
- La Gardeuse d'oies, voor driestemmig vrouwenkoor – tekst: F. Fabié
- Roséis, voor gemengd koor
- Trois chansons, voor gemengd koor en piano
  1. The Millers song
  2. Légende de St-Efflamm
  3. Notre Dame du Folgoat

#### Liederen
- 1897 Airs anciens, voor tenor, strijkkwartet en piano
- 1901 Berceuse créole !, voor zangstem en piano – tekst: Louise Ladmirault
- 1901 Lied, voor zangstem en piano – tekst: William Treille
- 1904 La Douceur des premiers aveux !, voor zangstem en piano – tekst: Alfred Gauche
- 1904 Les Sanglots longs !, voor zangstem en piano – tekst: Paul Verlaine
- 1906 Chansons de marins, voor zangstem en piano – tekst: M. de La Landelle
  1. Les Neveux de Jean Bart
  2. La Noce des mâts et des voiles
  3. La Lettre du novice
- 1906 Quelques Chansons de Bretagne et de Vendée, voor middenstem en piano
  1. Chanson du bois de la lande
  2. Chanson de la mariée
  3. Salut à la Bretagne
  4. Le chiffonnier
  5. Durant les longues veillées d'hiver
  6. Le coucou
- 1906 Quelques chansons de Bretagne et de Vendée – 2ème recueil, voor zangstem en piano
  1. Jeanette
  2. Marzin enn he gavel (Merlin au berceau)
  3. Soun (Sone)
  4. Margoton
  5. Va gouen (Ma race)
  6. La fille au laboureur
- 1907 La Délaissée ! – Chanson poitevine, voor zangstem en piano
- 1908 Gnomes, voor zangstem en piano – tekst: Marie Dauguet
- 1910 Les Béatitudes, voor zangstem en piano – tekst: Marie Dauguet
- 1911 L'Aubépine, voor sopraan (of tenor) en piano – tekst: Remy de Gourmont
- 1913 Hymne d'amour, voor zangstem en piano – tekst: Albert Fleury
- 1917 La petite Bague de la tranchée, voor zangstem en piano – tekst: Georges Péaud
- 1928 Le livre pour toi, voor zangstem en piano – tekst: Marguerite Burnat-Provins
- 1928 Triolets à Catherine, voor zangstem en piano – tekst: Auguste Dupont
- 1932 Veillée de Noël (Noz-Nédéleg), voor zangstem en piano – tekst: Yves Berthou
- 1942 Brunelette, voor zangstem en piano – tekst: Jean-Antoine de Baïf
- 1942 Romance, voor zangstem en piano – tekst: Paul Audillac
- Deux chansons, voor sopraan en piano – tekst: Marguerite Burnat-Provins
  1. Le livre pour toi
  2. Tu m'as demandé
- Chanson du bois de la lande, voor zangstem en piano
- Chanson de la mariée, voor zangstem en piano
- Durant les longues veillées d'hiver, voor zangstem en piano
- Le chiffonnier, voor zangstem en piano
- Le coucou, voor zangstem en piano
- Madrigal, voor hoge zangstem en piano – tekst: Jean Marcel
- Salut à la Bretagne, voor zangstem en piano

### Kamermuziek
- 1886 Mélodie, voor cello en piano
- 1891 Concertino Sonate, voor viool en orgel
- 1899 Fantaisie, voor viool en piano
- 1931 Sonate in g mineur, voor viool en piano – opgedragen aan George Enescu
- 1933 Strijkkwartet
- 1933 Strijkkwintet
- 1933 De l'ombre à la clarté, modale fantasie voor viool en piano
- 1936 Choral et Variations, voor piano en blaaskwintet
- 1939 Sonate, voor cello en piano
- 1942 Sonate, voor klarinet en piano
- Chevauchée, fantaisie sur des « réels » écossais, trio voor viool, cello en piano
- Romance, voor strijkkwartet
- Suite, voor hobo en piano
- Trio intitulé "Le Fleuve" en mi majeur (E majeur), voor viool, cello en piano

### Werken voor orgel
- Prélude
  1. En haut à droite
  2. Prélude moche, et en bas à gauche
  3. Prélude mauvais !

### Werken voor piano
- 1885 Sonatine
- 1885 La valse des bruyères
- 1890 Tristesse et Bonheur (Pour la guérison de maman)
- 1901 Valse mignonne, voor piano vierhandig
- 1901 Valse triste, voor twee piano's
- 1901-1905 Quatre pièces (artistiques) (Vier stukken)
- 1906 Variations sur des airs de biniou trécorois – (tirés du Recueil de Narcisse Quellien), voor piano vierhandig
- 1908 Musiques rustiques, suite voor piano vierhandig
  1. Fantaisie sur deux "Ronds" camoëlais
  2. Tro cornouaillais
  3. Finale sur deux Thèmes vannetais
- 1909 Rhapsodie gaélique, voor piano vierhandig
- 1927 Deux danses bretonnes
- 1929 Carillon
- 1930 Mémoires d'un âne d'après la comtesse Sophie Ségur, zeven stukken
- Hommage à Gabriel Fauré, fantasie
- Quatre esquisses

### Filmmuziek
- La Brière

## Publicaties
- Pour comprendre la Tétralogie. Notice analytique de l'oeuvre avec ses principaux leitmotive, Rennes: Impr. de l'Ouest-Eclair, 1935. 16 p.
- Petite histoire dialoguée de la musique, Nantes, France : Association Les Amis de Paul Ladmirault, 1986. 31 p.
- Le livre du Bardisme ou Abrégé du Barddas, Traduit par Paul Ladmirault, Éditions Chacornac, Paris, 1931. Ré-impression: Éditions Lire Canada/Éditions Saint-Jacques, Saint-André d'Acton/Montrouge, 1997.